# Hamgyŏng
Hamgyŏng (kor. 함경산줄, Hamgyŏng Sanjul) – pasmo górskie w północno-wschodniej części Korei Północnej, na północny wschód od pasm Pujŏllyŏng i Mach'ŏllyŏng (Paektu). Najwyższy szczyt pasma, Kwanmo-bong osiąga 2541 m n.p.m. Zbudowane głównie z granitów i gnejsów. Zbocza wschodnie opadają stromo ku Morzu Japońskiemu. Występują tam lasy pierwotne.